# Edward W. Wynkoop
Edward Wanshear Wynkoop (19 juin 1836 – 11 septembre 1891) est l'un des fondateurs de la ville de Denver, Colorado. La rue Wynkoop (Wynkoop Street) à Denver lui rend hommage.

## Biographie
Edward Wanshaer Wynkoop est né à Philadelphie le 19 juin 1836. Il était le plus jeune de huit enfants. Il était l'arrière-petit-fils du représentant au Congrès continental, le juge Henry Wynkoop. Wynkoop fut le premier à être nommé shérif dans le comté d'Arapahoe, territoire du Kansas (représentant alors le quart nord-est de l'actuel État du Colorado), le 21 septembre 1858. Wynkoop servit comme officier au 1er régiment de volontaires du Colorado pendant la guerre de Sécession, atteignant le grade de major volontaire, avant d'être officiellement promu lieutenant-colonel en mai 1865.
Au cours d'une période en tant que chef de poste du Fort Lyon, dans le Colorado, en 1864, Wynkoop encouragea les efforts de paix avec les Cheyennes. À leur contact et à celui des Arapahos, son opinion envers eux évolua grandement :

« J'ai senti que j'étais en présence d'êtres supérieurs ; et ceux-ci étaient les représentants d'une race que j'avais jusque-là considérée comme cruelle, traître, sanguinaire et dépourvue de tout sentiment pour son prochain, ami ou parent. »

Son supérieur, le colonel John M.Chivington, le jugea trop complaisant avec les Cheyennes et les Arapahos. Wynkoop fut transféré en novembre 1864 à Fort Riley, au Kansas, où il était en poste à l'époque du massacre de Sand Creek. Au nom de l'armée américaine, il enquêta sur l'action du colonel John M. Chivington pendant la bataille de Sand Creek qui conduisit à la condamnation de ce dernier.
En 1866, Wynkoop devint agent indien pour les Cheyennes du Sud et les Arapahos. Il démissionna en décembre 1868 pour protester contre la destruction du village de Black Kettle au cours de la bataille de la Washita. Plus tard, il devint directeur du pénitencier du Nouveau-Mexique et mourut à Santa Fe le 11 septembre 1891.